# Crail Harbour

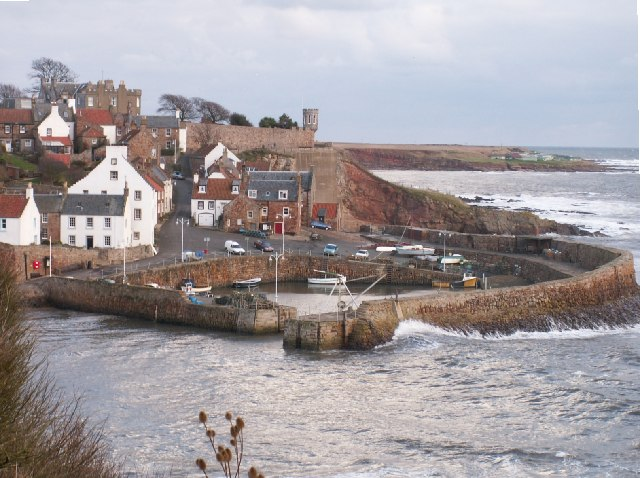
Blick über Crail Harbour

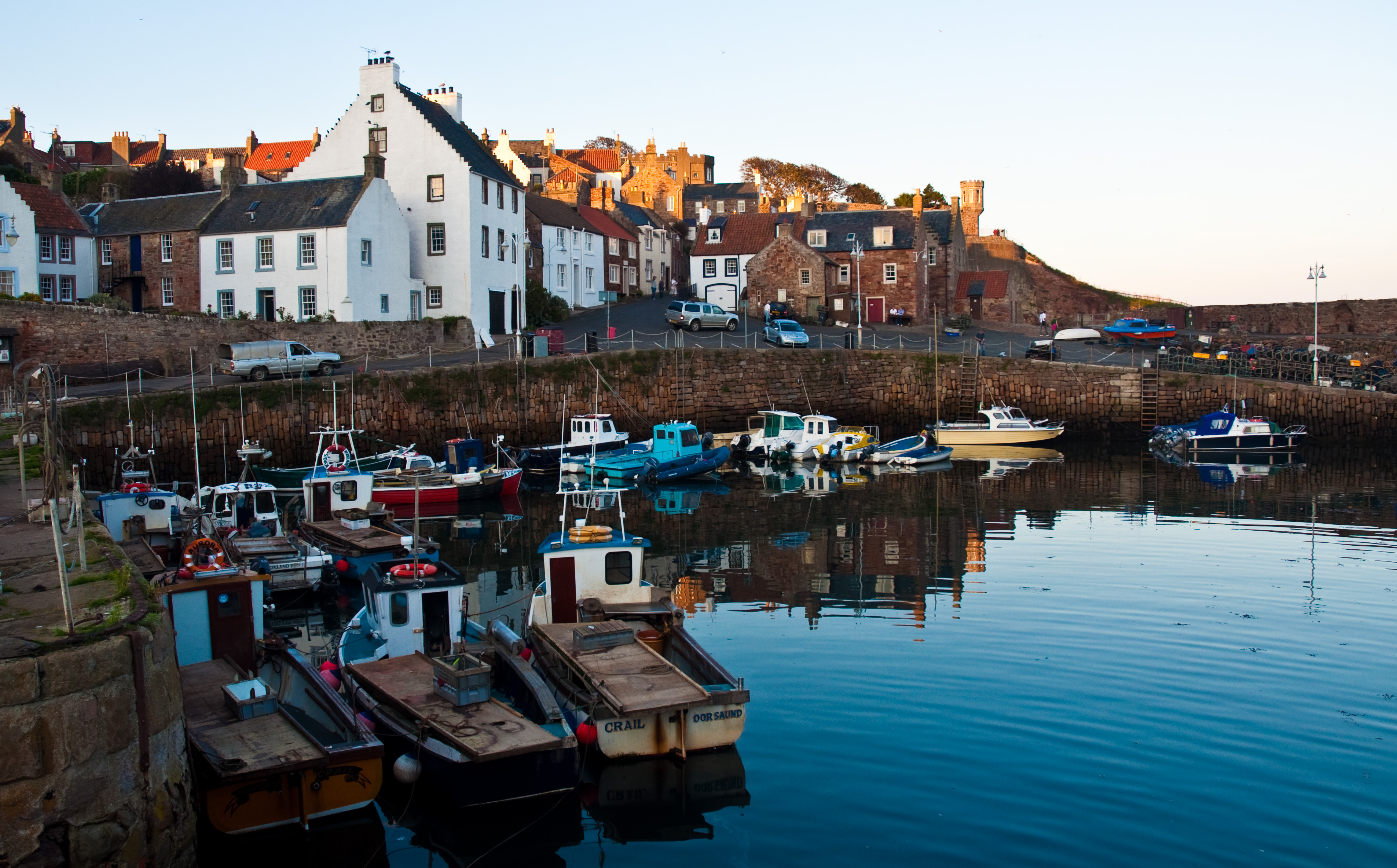
Crail Harbour

Der Crail Harbour ist der Hafen der schottischen Ortschaft Crail in der Council Area Fife. 1972 wurde das Bauwerk als Einzeldenkmal in die schottischen Denkmallisten in der höchsten Denkmalkategorie A aufgenommen.

## Geschichte
1310 wurden Crail die Rechte eines Royal Burghs verliehen. Wann genau der Hafen angelegt wurde, ist nicht abschließend geklärt, da in historischen Aufzeichnungen ein alter und ein neuer Hafen beschrieben sind.
Der mögliche Standort eines älteren Hafens ist nicht auffindbar. Vermutlich besaß die Ortschaft bereits seit dem Mittelalter einen befestigen Ankerplatz aus dem der heutige Hafen durch sukzessive Erweiterung aus diesem hervorging. Anhand architektonischer Details wird die Südmauer des Hafens auf das späte 15. oder frühe 16. Jahrhundert datiert.
Bis 1593 hatte sich der Hafen als zu klein erwiesen, woraufhin ein Landstück zur Einrichtung eines neuen Hafens erworben wurde. Bei diesem handelte es sich vermutlich um eine natürliche Bucht im Osten, die jedoch nie befestigt wurde.
Die schweren Stürme der 1650er Jahre hatten zahlreiche Häfen an den schottischen Küsten beschädigt. Sturmschäden sind in Crail von 1655 und 1689 überliefert. Nach einem weiteren Sturmschaden 1707 wurde der Hafen 1720 als Ruine beschrieben. 1745 wurden Instandsetzungsarbeiten durchgeführt, bei denen der Hafen vermutlich ausgebaut wurde. Bis 1760 waren die Arbeiten noch nicht abgeschlossen. 1821 legte Robert Stevenson einen Plan zur Überarbeitung des Hafens vor. Möglicherweise handelte es sich um die ausgeführte westliche Kaimauer. Mit der Rückkehr des Herings in den Firth of Forth keimte in den 1840er Jahren erneut der Plan eines Hafenneubaus auf, der jedoch nicht ausgeführt wurde. Im Januar 1862 wurden Hebeanlagen installiert.

## Beschreibung
Der Crail Harbour liegt im Südwesten von Crail an der Nordküste des Firth of Forth. Im Norden gegenüber steht das Alte Zollhaus von Crail. Drei Mauern mit einer schmalen Einfahrt an der Südwestkante umschließen eine Wasserfläche von rund 2400 m2. Die 114 m lange südliche Schutzmauer ist geschwungen geführt. Seeseitig sind grobe Steine mit Holzkeilen fixiert und nur punktuell mit Mörtel verfugt. An der Innenmauer sind die Steine vornehmlich vertikal geschichtet.